# 그 여자 (1990년 드라마)
《그 여자》는 1990년 5월 2일부터 1990년 12월 27일까지 방영된 MBC 수목드라마이다.
한편, 도시-농촌의 분위기가 완전한 조화를 이루지 못해 드라마의 톤이 자연스럽지 못했다는 아쉬움 뿐 아니라 여러 차례의 작위적인 느낌이 있었다는 지적을 받아야 했다.
아울러, 이경아가 분한 혜순 역은 견미리가 낙점됐으나 개인사정 때문에 고사했다.
이와 더불어, 장서희가 해당 작품에서 얄미운 시누이 이건옥 역을 맡아 1991년 백상예술대상 TV신인상 수상의 영예를 안으며 의류 음료수 등 CF를 누비면서 신예스타로 대접을 받았지만 해당 작품의 악녀 이미지가 굳어지기도 했고 1992년 SBS 《작은 도시》에서 얌전한 선생님 조인선 역을 맡아 연기 변신의 기회를 누렸으나 변신에 실패하기도 했다.

## 등장 인물
- 최명길 : 한재숙 역
- 정한용 : 이건희 역
- 김용림 : 경산댁 역
- 박규채 : 이규만 역
- 김수미 : 오산댁 역
- 김영옥
- 남능미
- 장서희 : 이건옥 역
- 최상훈 : 이건식 역
- 이경아 :  동서 혜순 역
- 이응경 : 이건주 역
- 정인석
- 김응석
- 김민석
- 정혜승
- 이희도 : 학생주임 역
- 배영옥
- 황인영
- 오승명

## 결방
- 1990년 10월 3일 - 특선영화 스타워즈 3 편성으로 결방
- 1990년 10월 4일 - 추석특집드라마 추억여행 편성으로 결방